# Броницька тема
Бро́ницька те́ма — тема в шаховій композиції кооперативного жанру. Суть теми — пасивні жертви так званих «зайвих» білих фігур. Ці білі фігури не беруть участі в матовій картині і в процесі рішення задачі чорні їх забирають.

## Історія
Ідею запропонував у 60-х роках ХХ століття Роман Залокоцький (03.05.1940 — 17.09.2021). Перша його задача на дану ідею була опублікована у 1962 році. Для досягнення мети чорні змушені забрати білу фігуру, оскільки вона заважає розв'язку задачі, але присутність на шахівниці в початковій позиції цих білих фігур  повинна бути виправдана, тобто без них задача не може існувати, бо якщо зняти в початковій позиції з шахівниці ці ніби «зайві» фігури, то в задачі виникають побічні рішення, або неможливе авторське рішення чи будь-яке рішення. Автор ідеї походить з села Брониця Дрогобицького району Львівської області, України, він там народився, навчався в Броницькій середній школі і в юнацькі роки проживав у цьому селі, тому він дав ідеї назву — броницька тема.
|   | a                                                                   | b                                                                   | c                                                                   | d                                                                   | e                                                                   | f                                                                   | g                                                                   | h                                                                   |   |
| 8 | c8 білий слон · f8 чорний король · f6 білий король · c2 білий пішак | c8 білий слон · f8 чорний король · f6 білий король · c2 білий пішак | c8 білий слон · f8 чорний король · f6 білий король · c2 білий пішак | c8 білий слон · f8 чорний король · f6 білий король · c2 білий пішак | c8 білий слон · f8 чорний король · f6 білий король · c2 білий пішак | c8 білий слон · f8 чорний король · f6 білий король · c2 білий пішак | c8 білий слон · f8 чорний король · f6 білий король · c2 білий пішак | c8 білий слон · f8 чорний король · f6 білий король · c2 білий пішак | 8 |
| 7 | c8 білий слон · f8 чорний король · f6 білий король · c2 білий пішак | c8 білий слон · f8 чорний король · f6 білий король · c2 білий пішак | c8 білий слон · f8 чорний король · f6 білий король · c2 білий пішак | c8 білий слон · f8 чорний король · f6 білий король · c2 білий пішак | c8 білий слон · f8 чорний король · f6 білий король · c2 білий пішак | c8 білий слон · f8 чорний король · f6 білий король · c2 білий пішак | c8 білий слон · f8 чорний король · f6 білий король · c2 білий пішак | c8 білий слон · f8 чорний король · f6 білий король · c2 білий пішак | 7 |
| 6 | c8 білий слон · f8 чорний король · f6 білий король · c2 білий пішак | c8 білий слон · f8 чорний король · f6 білий король · c2 білий пішак | c8 білий слон · f8 чорний король · f6 білий король · c2 білий пішак | c8 білий слон · f8 чорний король · f6 білий король · c2 білий пішак | c8 білий слон · f8 чорний король · f6 білий король · c2 білий пішак | c8 білий слон · f8 чорний король · f6 білий король · c2 білий пішак | c8 білий слон · f8 чорний король · f6 білий король · c2 білий пішак | c8 білий слон · f8 чорний король · f6 білий король · c2 білий пішак | 6 |
| 5 | c8 білий слон · f8 чорний король · f6 білий король · c2 білий пішак | c8 білий слон · f8 чорний король · f6 білий король · c2 білий пішак | c8 білий слон · f8 чорний король · f6 білий король · c2 білий пішак | c8 білий слон · f8 чорний король · f6 білий король · c2 білий пішак | c8 білий слон · f8 чорний король · f6 білий король · c2 білий пішак | c8 білий слон · f8 чорний король · f6 білий король · c2 білий пішак | c8 білий слон · f8 чорний король · f6 білий король · c2 білий пішак | c8 білий слон · f8 чорний король · f6 білий король · c2 білий пішак | 5 |
| 4 | c8 білий слон · f8 чорний король · f6 білий король · c2 білий пішак | c8 білий слон · f8 чорний король · f6 білий король · c2 білий пішак | c8 білий слон · f8 чорний король · f6 білий король · c2 білий пішак | c8 білий слон · f8 чорний король · f6 білий король · c2 білий пішак | c8 білий слон · f8 чорний король · f6 білий король · c2 білий пішак | c8 білий слон · f8 чорний король · f6 білий король · c2 білий пішак | c8 білий слон · f8 чорний король · f6 білий король · c2 білий пішак | c8 білий слон · f8 чорний король · f6 білий король · c2 білий пішак | 4 |
| 3 | c8 білий слон · f8 чорний король · f6 білий король · c2 білий пішак | c8 білий слон · f8 чорний король · f6 білий король · c2 білий пішак | c8 білий слон · f8 чорний король · f6 білий король · c2 білий пішак | c8 білий слон · f8 чорний король · f6 білий король · c2 білий пішак | c8 білий слон · f8 чорний король · f6 білий король · c2 білий пішак | c8 білий слон · f8 чорний король · f6 білий король · c2 білий пішак | c8 білий слон · f8 чорний король · f6 білий король · c2 білий пішак | c8 білий слон · f8 чорний король · f6 білий король · c2 білий пішак | 3 |
| 2 | c8 білий слон · f8 чорний король · f6 білий король · c2 білий пішак | c8 білий слон · f8 чорний король · f6 білий король · c2 білий пішак | c8 білий слон · f8 чорний король · f6 білий король · c2 білий пішак | c8 білий слон · f8 чорний король · f6 білий король · c2 білий пішак | c8 білий слон · f8 чорний король · f6 білий король · c2 білий пішак | c8 білий слон · f8 чорний король · f6 білий король · c2 білий пішак | c8 білий слон · f8 чорний король · f6 білий король · c2 білий пішак | c8 білий слон · f8 чорний король · f6 білий король · c2 білий пішак | 2 |
| 1 | c8 білий слон · f8 чорний король · f6 білий король · c2 білий пішак | c8 білий слон · f8 чорний король · f6 білий король · c2 білий пішак | c8 білий слон · f8 чорний король · f6 білий король · c2 білий пішак | c8 білий слон · f8 чорний король · f6 білий король · c2 білий пішак | c8 білий слон · f8 чорний король · f6 білий король · c2 білий пішак | c8 білий слон · f8 чорний король · f6 білий король · c2 білий пішак | c8 білий слон · f8 чорний король · f6 білий король · c2 білий пішак | c8 білий слон · f8 чорний король · f6 білий король · c2 білий пішак | 1 |
|   | a                                                                   | b                                                                   | c                                                                   | d                                                                   | e                                                                   | f                                                                   | g                                                                   | h                                                                   |   |

FEN: 2B2k2/8/5K2/8/8/8/2P5/8 
1. Ke8 c4 2. Kd8 c5   3. K:c8 c6
4. Kd8 c7+ 5. Ke8 c8Q#(IM)

У малятці проходить пасивна жертва білого слона — броницька тема.

## Синтез з іншими темами
В задачі, показаній вище, крім того, що це перше осмислене вираження броницької теми було ще і поєднання із темою Залокоцького і темою ексцельсіор.
В наступних задачах броницька тема також гармонійно синтезується з іншими темами.
|   | a | b | c | d | e | f | g | h |   |
| 8 | a8 білий слон · c8 білий король · a5 білий пішак · g5 чорна тура · b4 чорний пішак · g4 чорна тура · e3 чорний пішак · g3 чорний слон · e2 чорний пішак · f2 чорний пішак · f1 чорний король · h1 чорний ферзь | a8 білий слон · c8 білий король · a5 білий пішак · g5 чорна тура · b4 чорний пішак · g4 чорна тура · e3 чорний пішак · g3 чорний слон · e2 чорний пішак · f2 чорний пішак · f1 чорний король · h1 чорний ферзь | a8 білий слон · c8 білий король · a5 білий пішак · g5 чорна тура · b4 чорний пішак · g4 чорна тура · e3 чорний пішак · g3 чорний слон · e2 чорний пішак · f2 чорний пішак · f1 чорний король · h1 чорний ферзь | a8 білий слон · c8 білий король · a5 білий пішак · g5 чорна тура · b4 чорний пішак · g4 чорна тура · e3 чорний пішак · g3 чорний слон · e2 чорний пішак · f2 чорний пішак · f1 чорний король · h1 чорний ферзь | a8 білий слон · c8 білий король · a5 білий пішак · g5 чорна тура · b4 чорний пішак · g4 чорна тура · e3 чорний пішак · g3 чорний слон · e2 чорний пішак · f2 чорний пішак · f1 чорний король · h1 чорний ферзь | a8 білий слон · c8 білий король · a5 білий пішак · g5 чорна тура · b4 чорний пішак · g4 чорна тура · e3 чорний пішак · g3 чорний слон · e2 чорний пішак · f2 чорний пішак · f1 чорний король · h1 чорний ферзь | a8 білий слон · c8 білий король · a5 білий пішак · g5 чорна тура · b4 чорний пішак · g4 чорна тура · e3 чорний пішак · g3 чорний слон · e2 чорний пішак · f2 чорний пішак · f1 чорний король · h1 чорний ферзь | a8 білий слон · c8 білий король · a5 білий пішак · g5 чорна тура · b4 чорний пішак · g4 чорна тура · e3 чорний пішак · g3 чорний слон · e2 чорний пішак · f2 чорний пішак · f1 чорний король · h1 чорний ферзь | 8 |
| 7 | a8 білий слон · c8 білий король · a5 білий пішак · g5 чорна тура · b4 чорний пішак · g4 чорна тура · e3 чорний пішак · g3 чорний слон · e2 чорний пішак · f2 чорний пішак · f1 чорний король · h1 чорний ферзь | a8 білий слон · c8 білий король · a5 білий пішак · g5 чорна тура · b4 чорний пішак · g4 чорна тура · e3 чорний пішак · g3 чорний слон · e2 чорний пішак · f2 чорний пішак · f1 чорний король · h1 чорний ферзь | a8 білий слон · c8 білий король · a5 білий пішак · g5 чорна тура · b4 чорний пішак · g4 чорна тура · e3 чорний пішак · g3 чорний слон · e2 чорний пішак · f2 чорний пішак · f1 чорний король · h1 чорний ферзь | a8 білий слон · c8 білий король · a5 білий пішак · g5 чорна тура · b4 чорний пішак · g4 чорна тура · e3 чорний пішак · g3 чорний слон · e2 чорний пішак · f2 чорний пішак · f1 чорний король · h1 чорний ферзь | a8 білий слон · c8 білий король · a5 білий пішак · g5 чорна тура · b4 чорний пішак · g4 чорна тура · e3 чорний пішак · g3 чорний слон · e2 чорний пішак · f2 чорний пішак · f1 чорний король · h1 чорний ферзь | a8 білий слон · c8 білий король · a5 білий пішак · g5 чорна тура · b4 чорний пішак · g4 чорна тура · e3 чорний пішак · g3 чорний слон · e2 чорний пішак · f2 чорний пішак · f1 чорний король · h1 чорний ферзь | a8 білий слон · c8 білий король · a5 білий пішак · g5 чорна тура · b4 чорний пішак · g4 чорна тура · e3 чорний пішак · g3 чорний слон · e2 чорний пішак · f2 чорний пішак · f1 чорний король · h1 чорний ферзь | a8 білий слон · c8 білий король · a5 білий пішак · g5 чорна тура · b4 чорний пішак · g4 чорна тура · e3 чорний пішак · g3 чорний слон · e2 чорний пішак · f2 чорний пішак · f1 чорний король · h1 чорний ферзь | 7 |
| 6 | a8 білий слон · c8 білий король · a5 білий пішак · g5 чорна тура · b4 чорний пішак · g4 чорна тура · e3 чорний пішак · g3 чорний слон · e2 чорний пішак · f2 чорний пішак · f1 чорний король · h1 чорний ферзь | a8 білий слон · c8 білий король · a5 білий пішак · g5 чорна тура · b4 чорний пішак · g4 чорна тура · e3 чорний пішак · g3 чорний слон · e2 чорний пішак · f2 чорний пішак · f1 чорний король · h1 чорний ферзь | a8 білий слон · c8 білий король · a5 білий пішак · g5 чорна тура · b4 чорний пішак · g4 чорна тура · e3 чорний пішак · g3 чорний слон · e2 чорний пішак · f2 чорний пішак · f1 чорний король · h1 чорний ферзь | a8 білий слон · c8 білий король · a5 білий пішак · g5 чорна тура · b4 чорний пішак · g4 чорна тура · e3 чорний пішак · g3 чорний слон · e2 чорний пішак · f2 чорний пішак · f1 чорний король · h1 чорний ферзь | a8 білий слон · c8 білий король · a5 білий пішак · g5 чорна тура · b4 чорний пішак · g4 чорна тура · e3 чорний пішак · g3 чорний слон · e2 чорний пішак · f2 чорний пішак · f1 чорний король · h1 чорний ферзь | a8 білий слон · c8 білий король · a5 білий пішак · g5 чорна тура · b4 чорний пішак · g4 чорна тура · e3 чорний пішак · g3 чорний слон · e2 чорний пішак · f2 чорний пішак · f1 чорний король · h1 чорний ферзь | a8 білий слон · c8 білий король · a5 білий пішак · g5 чорна тура · b4 чорний пішак · g4 чорна тура · e3 чорний пішак · g3 чорний слон · e2 чорний пішак · f2 чорний пішак · f1 чорний король · h1 чорний ферзь | a8 білий слон · c8 білий король · a5 білий пішак · g5 чорна тура · b4 чорний пішак · g4 чорна тура · e3 чорний пішак · g3 чорний слон · e2 чорний пішак · f2 чорний пішак · f1 чорний король · h1 чорний ферзь | 6 |
| 5 | a8 білий слон · c8 білий король · a5 білий пішак · g5 чорна тура · b4 чорний пішак · g4 чорна тура · e3 чорний пішак · g3 чорний слон · e2 чорний пішак · f2 чорний пішак · f1 чорний король · h1 чорний ферзь | a8 білий слон · c8 білий король · a5 білий пішак · g5 чорна тура · b4 чорний пішак · g4 чорна тура · e3 чорний пішак · g3 чорний слон · e2 чорний пішак · f2 чорний пішак · f1 чорний король · h1 чорний ферзь | a8 білий слон · c8 білий король · a5 білий пішак · g5 чорна тура · b4 чорний пішак · g4 чорна тура · e3 чорний пішак · g3 чорний слон · e2 чорний пішак · f2 чорний пішак · f1 чорний король · h1 чорний ферзь | a8 білий слон · c8 білий король · a5 білий пішак · g5 чорна тура · b4 чорний пішак · g4 чорна тура · e3 чорний пішак · g3 чорний слон · e2 чорний пішак · f2 чорний пішак · f1 чорний король · h1 чорний ферзь | a8 білий слон · c8 білий король · a5 білий пішак · g5 чорна тура · b4 чорний пішак · g4 чорна тура · e3 чорний пішак · g3 чорний слон · e2 чорний пішак · f2 чорний пішак · f1 чорний король · h1 чорний ферзь | a8 білий слон · c8 білий король · a5 білий пішак · g5 чорна тура · b4 чорний пішак · g4 чорна тура · e3 чорний пішак · g3 чорний слон · e2 чорний пішак · f2 чорний пішак · f1 чорний король · h1 чорний ферзь | a8 білий слон · c8 білий король · a5 білий пішак · g5 чорна тура · b4 чорний пішак · g4 чорна тура · e3 чорний пішак · g3 чорний слон · e2 чорний пішак · f2 чорний пішак · f1 чорний король · h1 чорний ферзь | a8 білий слон · c8 білий король · a5 білий пішак · g5 чорна тура · b4 чорний пішак · g4 чорна тура · e3 чорний пішак · g3 чорний слон · e2 чорний пішак · f2 чорний пішак · f1 чорний король · h1 чорний ферзь | 5 |
| 4 | a8 білий слон · c8 білий король · a5 білий пішак · g5 чорна тура · b4 чорний пішак · g4 чорна тура · e3 чорний пішак · g3 чорний слон · e2 чорний пішак · f2 чорний пішак · f1 чорний король · h1 чорний ферзь | a8 білий слон · c8 білий король · a5 білий пішак · g5 чорна тура · b4 чорний пішак · g4 чорна тура · e3 чорний пішак · g3 чорний слон · e2 чорний пішак · f2 чорний пішак · f1 чорний король · h1 чорний ферзь | a8 білий слон · c8 білий король · a5 білий пішак · g5 чорна тура · b4 чорний пішак · g4 чорна тура · e3 чорний пішак · g3 чорний слон · e2 чорний пішак · f2 чорний пішак · f1 чорний король · h1 чорний ферзь | a8 білий слон · c8 білий король · a5 білий пішак · g5 чорна тура · b4 чорний пішак · g4 чорна тура · e3 чорний пішак · g3 чорний слон · e2 чорний пішак · f2 чорний пішак · f1 чорний король · h1 чорний ферзь | a8 білий слон · c8 білий король · a5 білий пішак · g5 чорна тура · b4 чорний пішак · g4 чорна тура · e3 чорний пішак · g3 чорний слон · e2 чорний пішак · f2 чорний пішак · f1 чорний король · h1 чорний ферзь | a8 білий слон · c8 білий король · a5 білий пішак · g5 чорна тура · b4 чорний пішак · g4 чорна тура · e3 чорний пішак · g3 чорний слон · e2 чорний пішак · f2 чорний пішак · f1 чорний король · h1 чорний ферзь | a8 білий слон · c8 білий король · a5 білий пішак · g5 чорна тура · b4 чорний пішак · g4 чорна тура · e3 чорний пішак · g3 чорний слон · e2 чорний пішак · f2 чорний пішак · f1 чорний король · h1 чорний ферзь | a8 білий слон · c8 білий король · a5 білий пішак · g5 чорна тура · b4 чорний пішак · g4 чорна тура · e3 чорний пішак · g3 чорний слон · e2 чорний пішак · f2 чорний пішак · f1 чорний король · h1 чорний ферзь | 4 |
| 3 | a8 білий слон · c8 білий король · a5 білий пішак · g5 чорна тура · b4 чорний пішак · g4 чорна тура · e3 чорний пішак · g3 чорний слон · e2 чорний пішак · f2 чорний пішак · f1 чорний король · h1 чорний ферзь | a8 білий слон · c8 білий король · a5 білий пішак · g5 чорна тура · b4 чорний пішак · g4 чорна тура · e3 чорний пішак · g3 чорний слон · e2 чорний пішак · f2 чорний пішак · f1 чорний король · h1 чорний ферзь | a8 білий слон · c8 білий король · a5 білий пішак · g5 чорна тура · b4 чорний пішак · g4 чорна тура · e3 чорний пішак · g3 чорний слон · e2 чорний пішак · f2 чорний пішак · f1 чорний король · h1 чорний ферзь | a8 білий слон · c8 білий король · a5 білий пішак · g5 чорна тура · b4 чорний пішак · g4 чорна тура · e3 чорний пішак · g3 чорний слон · e2 чорний пішак · f2 чорний пішак · f1 чорний король · h1 чорний ферзь | a8 білий слон · c8 білий король · a5 білий пішак · g5 чорна тура · b4 чорний пішак · g4 чорна тура · e3 чорний пішак · g3 чорний слон · e2 чорний пішак · f2 чорний пішак · f1 чорний король · h1 чорний ферзь | a8 білий слон · c8 білий король · a5 білий пішак · g5 чорна тура · b4 чорний пішак · g4 чорна тура · e3 чорний пішак · g3 чорний слон · e2 чорний пішак · f2 чорний пішак · f1 чорний король · h1 чорний ферзь | a8 білий слон · c8 білий король · a5 білий пішак · g5 чорна тура · b4 чорний пішак · g4 чорна тура · e3 чорний пішак · g3 чорний слон · e2 чорний пішак · f2 чорний пішак · f1 чорний король · h1 чорний ферзь | a8 білий слон · c8 білий король · a5 білий пішак · g5 чорна тура · b4 чорний пішак · g4 чорна тура · e3 чорний пішак · g3 чорний слон · e2 чорний пішак · f2 чорний пішак · f1 чорний король · h1 чорний ферзь | 3 |
| 2 | a8 білий слон · c8 білий король · a5 білий пішак · g5 чорна тура · b4 чорний пішак · g4 чорна тура · e3 чорний пішак · g3 чорний слон · e2 чорний пішак · f2 чорний пішак · f1 чорний король · h1 чорний ферзь | a8 білий слон · c8 білий король · a5 білий пішак · g5 чорна тура · b4 чорний пішак · g4 чорна тура · e3 чорний пішак · g3 чорний слон · e2 чорний пішак · f2 чорний пішак · f1 чорний король · h1 чорний ферзь | a8 білий слон · c8 білий король · a5 білий пішак · g5 чорна тура · b4 чорний пішак · g4 чорна тура · e3 чорний пішак · g3 чорний слон · e2 чорний пішак · f2 чорний пішак · f1 чорний король · h1 чорний ферзь | a8 білий слон · c8 білий король · a5 білий пішак · g5 чорна тура · b4 чорний пішак · g4 чорна тура · e3 чорний пішак · g3 чорний слон · e2 чорний пішак · f2 чорний пішак · f1 чорний король · h1 чорний ферзь | a8 білий слон · c8 білий король · a5 білий пішак · g5 чорна тура · b4 чорний пішак · g4 чорна тура · e3 чорний пішак · g3 чорний слон · e2 чорний пішак · f2 чорний пішак · f1 чорний король · h1 чорний ферзь | a8 білий слон · c8 білий король · a5 білий пішак · g5 чорна тура · b4 чорний пішак · g4 чорна тура · e3 чорний пішак · g3 чорний слон · e2 чорний пішак · f2 чорний пішак · f1 чорний король · h1 чорний ферзь | a8 білий слон · c8 білий король · a5 білий пішак · g5 чорна тура · b4 чорний пішак · g4 чорна тура · e3 чорний пішак · g3 чорний слон · e2 чорний пішак · f2 чорний пішак · f1 чорний король · h1 чорний ферзь | a8 білий слон · c8 білий король · a5 білий пішак · g5 чорна тура · b4 чорний пішак · g4 чорна тура · e3 чорний пішак · g3 чорний слон · e2 чорний пішак · f2 чорний пішак · f1 чорний король · h1 чорний ферзь | 2 |
| 1 | a8 білий слон · c8 білий король · a5 білий пішак · g5 чорна тура · b4 чорний пішак · g4 чорна тура · e3 чорний пішак · g3 чорний слон · e2 чорний пішак · f2 чорний пішак · f1 чорний король · h1 чорний ферзь | a8 білий слон · c8 білий король · a5 білий пішак · g5 чорна тура · b4 чорний пішак · g4 чорна тура · e3 чорний пішак · g3 чорний слон · e2 чорний пішак · f2 чорний пішак · f1 чорний король · h1 чорний ферзь | a8 білий слон · c8 білий король · a5 білий пішак · g5 чорна тура · b4 чорний пішак · g4 чорна тура · e3 чорний пішак · g3 чорний слон · e2 чорний пішак · f2 чорний пішак · f1 чорний король · h1 чорний ферзь | a8 білий слон · c8 білий король · a5 білий пішак · g5 чорна тура · b4 чорний пішак · g4 чорна тура · e3 чорний пішак · g3 чорний слон · e2 чорний пішак · f2 чорний пішак · f1 чорний король · h1 чорний ферзь | a8 білий слон · c8 білий король · a5 білий пішак · g5 чорна тура · b4 чорний пішак · g4 чорна тура · e3 чорний пішак · g3 чорний слон · e2 чорний пішак · f2 чорний пішак · f1 чорний король · h1 чорний ферзь | a8 білий слон · c8 білий король · a5 білий пішак · g5 чорна тура · b4 чорний пішак · g4 чорна тура · e3 чорний пішак · g3 чорний слон · e2 чорний пішак · f2 чорний пішак · f1 чорний король · h1 чорний ферзь | a8 білий слон · c8 білий король · a5 білий пішак · g5 чорна тура · b4 чорний пішак · g4 чорна тура · e3 чорний пішак · g3 чорний слон · e2 чорний пішак · f2 чорний пішак · f1 чорний король · h1 чорний ферзь | a8 білий слон · c8 білий король · a5 білий пішак · g5 чорна тура · b4 чорний пішак · g4 чорна тура · e3 чорний пішак · g3 чорний слон · e2 чорний пішак · f2 чорний пішак · f1 чорний король · h1 чорний ферзь | 1 |
|   | a | b | c | d | e | f | g | h |   |

FEN: B1K5/8/8/P5r1/1p4r1/4p1b1/4pp2/5k1q
1. Bb8! a6
2. Qxa8! a7
3. Qh1! – (назад на своє попереднє поле) a8Q! (a8~?)
4. Bg3! – (назад на своє попереднє місце) Qxh1#

«Зайвою» білою фігурою є білий слон «а8», бо він, як не дивно, є перешкодою для розв’язку задачі в обумовлену кількість ходів. Водночас в задачі проходить попереднє перекриття на полі «b8», перекриття на полі «g3». На додачу зміст задачі збагачено поверненням чорних фігур на свої попередні рубежі — далекосхідна тема.
|   | a | b | c | d | e | f | g | h |   |
| 8 | a8 білий слон · b8 білий король · b7 білий кінь · d7 чорний пішак · a4 білий пішак · c4 чорний пішак · e2 чорний слон · f2 чорний пішак · f1 чорний король | a8 білий слон · b8 білий король · b7 білий кінь · d7 чорний пішак · a4 білий пішак · c4 чорний пішак · e2 чорний слон · f2 чорний пішак · f1 чорний король | a8 білий слон · b8 білий король · b7 білий кінь · d7 чорний пішак · a4 білий пішак · c4 чорний пішак · e2 чорний слон · f2 чорний пішак · f1 чорний король | a8 білий слон · b8 білий король · b7 білий кінь · d7 чорний пішак · a4 білий пішак · c4 чорний пішак · e2 чорний слон · f2 чорний пішак · f1 чорний король | a8 білий слон · b8 білий король · b7 білий кінь · d7 чорний пішак · a4 білий пішак · c4 чорний пішак · e2 чорний слон · f2 чорний пішак · f1 чорний король | a8 білий слон · b8 білий король · b7 білий кінь · d7 чорний пішак · a4 білий пішак · c4 чорний пішак · e2 чорний слон · f2 чорний пішак · f1 чорний король | a8 білий слон · b8 білий король · b7 білий кінь · d7 чорний пішак · a4 білий пішак · c4 чорний пішак · e2 чорний слон · f2 чорний пішак · f1 чорний король | a8 білий слон · b8 білий король · b7 білий кінь · d7 чорний пішак · a4 білий пішак · c4 чорний пішак · e2 чорний слон · f2 чорний пішак · f1 чорний король | 8 |
| 7 | a8 білий слон · b8 білий король · b7 білий кінь · d7 чорний пішак · a4 білий пішак · c4 чорний пішак · e2 чорний слон · f2 чорний пішак · f1 чорний король | a8 білий слон · b8 білий король · b7 білий кінь · d7 чорний пішак · a4 білий пішак · c4 чорний пішак · e2 чорний слон · f2 чорний пішак · f1 чорний король | a8 білий слон · b8 білий король · b7 білий кінь · d7 чорний пішак · a4 білий пішак · c4 чорний пішак · e2 чорний слон · f2 чорний пішак · f1 чорний король | a8 білий слон · b8 білий король · b7 білий кінь · d7 чорний пішак · a4 білий пішак · c4 чорний пішак · e2 чорний слон · f2 чорний пішак · f1 чорний король | a8 білий слон · b8 білий король · b7 білий кінь · d7 чорний пішак · a4 білий пішак · c4 чорний пішак · e2 чорний слон · f2 чорний пішак · f1 чорний король | a8 білий слон · b8 білий король · b7 білий кінь · d7 чорний пішак · a4 білий пішак · c4 чорний пішак · e2 чорний слон · f2 чорний пішак · f1 чорний король | a8 білий слон · b8 білий король · b7 білий кінь · d7 чорний пішак · a4 білий пішак · c4 чорний пішак · e2 чорний слон · f2 чорний пішак · f1 чорний король | a8 білий слон · b8 білий король · b7 білий кінь · d7 чорний пішак · a4 білий пішак · c4 чорний пішак · e2 чорний слон · f2 чорний пішак · f1 чорний король | 7 |
| 6 | a8 білий слон · b8 білий король · b7 білий кінь · d7 чорний пішак · a4 білий пішак · c4 чорний пішак · e2 чорний слон · f2 чорний пішак · f1 чорний король | a8 білий слон · b8 білий король · b7 білий кінь · d7 чорний пішак · a4 білий пішак · c4 чорний пішак · e2 чорний слон · f2 чорний пішак · f1 чорний король | a8 білий слон · b8 білий король · b7 білий кінь · d7 чорний пішак · a4 білий пішак · c4 чорний пішак · e2 чорний слон · f2 чорний пішак · f1 чорний король | a8 білий слон · b8 білий король · b7 білий кінь · d7 чорний пішак · a4 білий пішак · c4 чорний пішак · e2 чорний слон · f2 чорний пішак · f1 чорний король | a8 білий слон · b8 білий король · b7 білий кінь · d7 чорний пішак · a4 білий пішак · c4 чорний пішак · e2 чорний слон · f2 чорний пішак · f1 чорний король | a8 білий слон · b8 білий король · b7 білий кінь · d7 чорний пішак · a4 білий пішак · c4 чорний пішак · e2 чорний слон · f2 чорний пішак · f1 чорний король | a8 білий слон · b8 білий король · b7 білий кінь · d7 чорний пішак · a4 білий пішак · c4 чорний пішак · e2 чорний слон · f2 чорний пішак · f1 чорний король | a8 білий слон · b8 білий король · b7 білий кінь · d7 чорний пішак · a4 білий пішак · c4 чорний пішак · e2 чорний слон · f2 чорний пішак · f1 чорний король | 6 |
| 5 | a8 білий слон · b8 білий король · b7 білий кінь · d7 чорний пішак · a4 білий пішак · c4 чорний пішак · e2 чорний слон · f2 чорний пішак · f1 чорний король | a8 білий слон · b8 білий король · b7 білий кінь · d7 чорний пішак · a4 білий пішак · c4 чорний пішак · e2 чорний слон · f2 чорний пішак · f1 чорний король | a8 білий слон · b8 білий король · b7 білий кінь · d7 чорний пішак · a4 білий пішак · c4 чорний пішак · e2 чорний слон · f2 чорний пішак · f1 чорний король | a8 білий слон · b8 білий король · b7 білий кінь · d7 чорний пішак · a4 білий пішак · c4 чорний пішак · e2 чорний слон · f2 чорний пішак · f1 чорний король | a8 білий слон · b8 білий король · b7 білий кінь · d7 чорний пішак · a4 білий пішак · c4 чорний пішак · e2 чорний слон · f2 чорний пішак · f1 чорний король | a8 білий слон · b8 білий король · b7 білий кінь · d7 чорний пішак · a4 білий пішак · c4 чорний пішак · e2 чорний слон · f2 чорний пішак · f1 чорний король | a8 білий слон · b8 білий король · b7 білий кінь · d7 чорний пішак · a4 білий пішак · c4 чорний пішак · e2 чорний слон · f2 чорний пішак · f1 чорний король | a8 білий слон · b8 білий король · b7 білий кінь · d7 чорний пішак · a4 білий пішак · c4 чорний пішак · e2 чорний слон · f2 чорний пішак · f1 чорний король | 5 |
| 4 | a8 білий слон · b8 білий король · b7 білий кінь · d7 чорний пішак · a4 білий пішак · c4 чорний пішак · e2 чорний слон · f2 чорний пішак · f1 чорний король | a8 білий слон · b8 білий король · b7 білий кінь · d7 чорний пішак · a4 білий пішак · c4 чорний пішак · e2 чорний слон · f2 чорний пішак · f1 чорний король | a8 білий слон · b8 білий король · b7 білий кінь · d7 чорний пішак · a4 білий пішак · c4 чорний пішак · e2 чорний слон · f2 чорний пішак · f1 чорний король | a8 білий слон · b8 білий король · b7 білий кінь · d7 чорний пішак · a4 білий пішак · c4 чорний пішак · e2 чорний слон · f2 чорний пішак · f1 чорний король | a8 білий слон · b8 білий король · b7 білий кінь · d7 чорний пішак · a4 білий пішак · c4 чорний пішак · e2 чорний слон · f2 чорний пішак · f1 чорний король | a8 білий слон · b8 білий король · b7 білий кінь · d7 чорний пішак · a4 білий пішак · c4 чорний пішак · e2 чорний слон · f2 чорний пішак · f1 чорний король | a8 білий слон · b8 білий король · b7 білий кінь · d7 чорний пішак · a4 білий пішак · c4 чорний пішак · e2 чорний слон · f2 чорний пішак · f1 чорний король | a8 білий слон · b8 білий король · b7 білий кінь · d7 чорний пішак · a4 білий пішак · c4 чорний пішак · e2 чорний слон · f2 чорний пішак · f1 чорний король | 4 |
| 3 | a8 білий слон · b8 білий король · b7 білий кінь · d7 чорний пішак · a4 білий пішак · c4 чорний пішак · e2 чорний слон · f2 чорний пішак · f1 чорний король | a8 білий слон · b8 білий король · b7 білий кінь · d7 чорний пішак · a4 білий пішак · c4 чорний пішак · e2 чорний слон · f2 чорний пішак · f1 чорний король | a8 білий слон · b8 білий король · b7 білий кінь · d7 чорний пішак · a4 білий пішак · c4 чорний пішак · e2 чорний слон · f2 чорний пішак · f1 чорний король | a8 білий слон · b8 білий король · b7 білий кінь · d7 чорний пішак · a4 білий пішак · c4 чорний пішак · e2 чорний слон · f2 чорний пішак · f1 чорний король | a8 білий слон · b8 білий король · b7 білий кінь · d7 чорний пішак · a4 білий пішак · c4 чорний пішак · e2 чорний слон · f2 чорний пішак · f1 чорний король | a8 білий слон · b8 білий король · b7 білий кінь · d7 чорний пішак · a4 білий пішак · c4 чорний пішак · e2 чорний слон · f2 чорний пішак · f1 чорний король | a8 білий слон · b8 білий король · b7 білий кінь · d7 чорний пішак · a4 білий пішак · c4 чорний пішак · e2 чорний слон · f2 чорний пішак · f1 чорний король | a8 білий слон · b8 білий король · b7 білий кінь · d7 чорний пішак · a4 білий пішак · c4 чорний пішак · e2 чорний слон · f2 чорний пішак · f1 чорний король | 3 |
| 2 | a8 білий слон · b8 білий король · b7 білий кінь · d7 чорний пішак · a4 білий пішак · c4 чорний пішак · e2 чорний слон · f2 чорний пішак · f1 чорний король | a8 білий слон · b8 білий король · b7 білий кінь · d7 чорний пішак · a4 білий пішак · c4 чорний пішак · e2 чорний слон · f2 чорний пішак · f1 чорний король | a8 білий слон · b8 білий король · b7 білий кінь · d7 чорний пішак · a4 білий пішак · c4 чорний пішак · e2 чорний слон · f2 чорний пішак · f1 чорний король | a8 білий слон · b8 білий король · b7 білий кінь · d7 чорний пішак · a4 білий пішак · c4 чорний пішак · e2 чорний слон · f2 чорний пішак · f1 чорний король | a8 білий слон · b8 білий король · b7 білий кінь · d7 чорний пішак · a4 білий пішак · c4 чорний пішак · e2 чорний слон · f2 чорний пішак · f1 чорний король | a8 білий слон · b8 білий король · b7 білий кінь · d7 чорний пішак · a4 білий пішак · c4 чорний пішак · e2 чорний слон · f2 чорний пішак · f1 чорний король | a8 білий слон · b8 білий король · b7 білий кінь · d7 чорний пішак · a4 білий пішак · c4 чорний пішак · e2 чорний слон · f2 чорний пішак · f1 чорний король | a8 білий слон · b8 білий король · b7 білий кінь · d7 чорний пішак · a4 білий пішак · c4 чорний пішак · e2 чорний слон · f2 чорний пішак · f1 чорний король | 2 |
| 1 | a8 білий слон · b8 білий король · b7 білий кінь · d7 чорний пішак · a4 білий пішак · c4 чорний пішак · e2 чорний слон · f2 чорний пішак · f1 чорний король | a8 білий слон · b8 білий король · b7 білий кінь · d7 чорний пішак · a4 білий пішак · c4 чорний пішак · e2 чорний слон · f2 чорний пішак · f1 чорний король | a8 білий слон · b8 білий король · b7 білий кінь · d7 чорний пішак · a4 білий пішак · c4 чорний пішак · e2 чорний слон · f2 чорний пішак · f1 чорний король | a8 білий слон · b8 білий король · b7 білий кінь · d7 чорний пішак · a4 білий пішак · c4 чорний пішак · e2 чорний слон · f2 чорний пішак · f1 чорний король | a8 білий слон · b8 білий король · b7 білий кінь · d7 чорний пішак · a4 білий пішак · c4 чорний пішак · e2 чорний слон · f2 чорний пішак · f1 чорний король | a8 білий слон · b8 білий король · b7 білий кінь · d7 чорний пішак · a4 білий пішак · c4 чорний пішак · e2 чорний слон · f2 чорний пішак · f1 чорний король | a8 білий слон · b8 білий король · b7 білий кінь · d7 чорний пішак · a4 білий пішак · c4 чорний пішак · e2 чорний слон · f2 чорний пішак · f1 чорний король | a8 білий слон · b8 білий король · b7 білий кінь · d7 чорний пішак · a4 білий пішак · c4 чорний пішак · e2 чорний слон · f2 чорний пішак · f1 чорний король | 1 |
|   | a | b | c | d | e | f | g | h |   |

FEN: BK6/1N1p4/8/8/P1p5/8/4bp2/5k2
1. Bf3   a5 2. Bxb7 a6 3. Bxa8 a7
4. Bf3 a8Q 5. Be2 Qh1#

Чорний слон в ході розв'язку задачі змушений забрати двох «зайвих» білих фігур та зворотним шляхом повернутися до свого початкового положення. А це синтез броницької теми і зворотної чорної форми теми Залокоцького.
|   | a | b | c | d | e | f | g | h |   |
| 8 | b4 чорний пішак · c4 чорний слон · c3 чорний король · d3 чорний пішак · c2 білий пішак · d2 білий кінь · e2 чорний ферзь · f2 чорна тура · g2 чорна тура · h2 білий пішак · h1 білий король | b4 чорний пішак · c4 чорний слон · c3 чорний король · d3 чорний пішак · c2 білий пішак · d2 білий кінь · e2 чорний ферзь · f2 чорна тура · g2 чорна тура · h2 білий пішак · h1 білий король | b4 чорний пішак · c4 чорний слон · c3 чорний король · d3 чорний пішак · c2 білий пішак · d2 білий кінь · e2 чорний ферзь · f2 чорна тура · g2 чорна тура · h2 білий пішак · h1 білий король | b4 чорний пішак · c4 чорний слон · c3 чорний король · d3 чорний пішак · c2 білий пішак · d2 білий кінь · e2 чорний ферзь · f2 чорна тура · g2 чорна тура · h2 білий пішак · h1 білий король | b4 чорний пішак · c4 чорний слон · c3 чорний король · d3 чорний пішак · c2 білий пішак · d2 білий кінь · e2 чорний ферзь · f2 чорна тура · g2 чорна тура · h2 білий пішак · h1 білий король | b4 чорний пішак · c4 чорний слон · c3 чорний король · d3 чорний пішак · c2 білий пішак · d2 білий кінь · e2 чорний ферзь · f2 чорна тура · g2 чорна тура · h2 білий пішак · h1 білий король | b4 чорний пішак · c4 чорний слон · c3 чорний король · d3 чорний пішак · c2 білий пішак · d2 білий кінь · e2 чорний ферзь · f2 чорна тура · g2 чорна тура · h2 білий пішак · h1 білий король | b4 чорний пішак · c4 чорний слон · c3 чорний король · d3 чорний пішак · c2 білий пішак · d2 білий кінь · e2 чорний ферзь · f2 чорна тура · g2 чорна тура · h2 білий пішак · h1 білий король | 8 |
| 7 | b4 чорний пішак · c4 чорний слон · c3 чорний король · d3 чорний пішак · c2 білий пішак · d2 білий кінь · e2 чорний ферзь · f2 чорна тура · g2 чорна тура · h2 білий пішак · h1 білий король | b4 чорний пішак · c4 чорний слон · c3 чорний король · d3 чорний пішак · c2 білий пішак · d2 білий кінь · e2 чорний ферзь · f2 чорна тура · g2 чорна тура · h2 білий пішак · h1 білий король | b4 чорний пішак · c4 чорний слон · c3 чорний король · d3 чорний пішак · c2 білий пішак · d2 білий кінь · e2 чорний ферзь · f2 чорна тура · g2 чорна тура · h2 білий пішак · h1 білий король | b4 чорний пішак · c4 чорний слон · c3 чорний король · d3 чорний пішак · c2 білий пішак · d2 білий кінь · e2 чорний ферзь · f2 чорна тура · g2 чорна тура · h2 білий пішак · h1 білий король | b4 чорний пішак · c4 чорний слон · c3 чорний король · d3 чорний пішак · c2 білий пішак · d2 білий кінь · e2 чорний ферзь · f2 чорна тура · g2 чорна тура · h2 білий пішак · h1 білий король | b4 чорний пішак · c4 чорний слон · c3 чорний король · d3 чорний пішак · c2 білий пішак · d2 білий кінь · e2 чорний ферзь · f2 чорна тура · g2 чорна тура · h2 білий пішак · h1 білий король | b4 чорний пішак · c4 чорний слон · c3 чорний король · d3 чорний пішак · c2 білий пішак · d2 білий кінь · e2 чорний ферзь · f2 чорна тура · g2 чорна тура · h2 білий пішак · h1 білий король | b4 чорний пішак · c4 чорний слон · c3 чорний король · d3 чорний пішак · c2 білий пішак · d2 білий кінь · e2 чорний ферзь · f2 чорна тура · g2 чорна тура · h2 білий пішак · h1 білий король | 7 |
| 6 | b4 чорний пішак · c4 чорний слон · c3 чорний король · d3 чорний пішак · c2 білий пішак · d2 білий кінь · e2 чорний ферзь · f2 чорна тура · g2 чорна тура · h2 білий пішак · h1 білий король | b4 чорний пішак · c4 чорний слон · c3 чорний король · d3 чорний пішак · c2 білий пішак · d2 білий кінь · e2 чорний ферзь · f2 чорна тура · g2 чорна тура · h2 білий пішак · h1 білий король | b4 чорний пішак · c4 чорний слон · c3 чорний король · d3 чорний пішак · c2 білий пішак · d2 білий кінь · e2 чорний ферзь · f2 чорна тура · g2 чорна тура · h2 білий пішак · h1 білий король | b4 чорний пішак · c4 чорний слон · c3 чорний король · d3 чорний пішак · c2 білий пішак · d2 білий кінь · e2 чорний ферзь · f2 чорна тура · g2 чорна тура · h2 білий пішак · h1 білий король | b4 чорний пішак · c4 чорний слон · c3 чорний король · d3 чорний пішак · c2 білий пішак · d2 білий кінь · e2 чорний ферзь · f2 чорна тура · g2 чорна тура · h2 білий пішак · h1 білий король | b4 чорний пішак · c4 чорний слон · c3 чорний король · d3 чорний пішак · c2 білий пішак · d2 білий кінь · e2 чорний ферзь · f2 чорна тура · g2 чорна тура · h2 білий пішак · h1 білий король | b4 чорний пішак · c4 чорний слон · c3 чорний король · d3 чорний пішак · c2 білий пішак · d2 білий кінь · e2 чорний ферзь · f2 чорна тура · g2 чорна тура · h2 білий пішак · h1 білий король | b4 чорний пішак · c4 чорний слон · c3 чорний король · d3 чорний пішак · c2 білий пішак · d2 білий кінь · e2 чорний ферзь · f2 чорна тура · g2 чорна тура · h2 білий пішак · h1 білий король | 6 |
| 5 | b4 чорний пішак · c4 чорний слон · c3 чорний король · d3 чорний пішак · c2 білий пішак · d2 білий кінь · e2 чорний ферзь · f2 чорна тура · g2 чорна тура · h2 білий пішак · h1 білий король | b4 чорний пішак · c4 чорний слон · c3 чорний король · d3 чорний пішак · c2 білий пішак · d2 білий кінь · e2 чорний ферзь · f2 чорна тура · g2 чорна тура · h2 білий пішак · h1 білий король | b4 чорний пішак · c4 чорний слон · c3 чорний король · d3 чорний пішак · c2 білий пішак · d2 білий кінь · e2 чорний ферзь · f2 чорна тура · g2 чорна тура · h2 білий пішак · h1 білий король | b4 чорний пішак · c4 чорний слон · c3 чорний король · d3 чорний пішак · c2 білий пішак · d2 білий кінь · e2 чорний ферзь · f2 чорна тура · g2 чорна тура · h2 білий пішак · h1 білий король | b4 чорний пішак · c4 чорний слон · c3 чорний король · d3 чорний пішак · c2 білий пішак · d2 білий кінь · e2 чорний ферзь · f2 чорна тура · g2 чорна тура · h2 білий пішак · h1 білий король | b4 чорний пішак · c4 чорний слон · c3 чорний король · d3 чорний пішак · c2 білий пішак · d2 білий кінь · e2 чорний ферзь · f2 чорна тура · g2 чорна тура · h2 білий пішак · h1 білий король | b4 чорний пішак · c4 чорний слон · c3 чорний король · d3 чорний пішак · c2 білий пішак · d2 білий кінь · e2 чорний ферзь · f2 чорна тура · g2 чорна тура · h2 білий пішак · h1 білий король | b4 чорний пішак · c4 чорний слон · c3 чорний король · d3 чорний пішак · c2 білий пішак · d2 білий кінь · e2 чорний ферзь · f2 чорна тура · g2 чорна тура · h2 білий пішак · h1 білий король | 5 |
| 4 | b4 чорний пішак · c4 чорний слон · c3 чорний король · d3 чорний пішак · c2 білий пішак · d2 білий кінь · e2 чорний ферзь · f2 чорна тура · g2 чорна тура · h2 білий пішак · h1 білий король | b4 чорний пішак · c4 чорний слон · c3 чорний король · d3 чорний пішак · c2 білий пішак · d2 білий кінь · e2 чорний ферзь · f2 чорна тура · g2 чорна тура · h2 білий пішак · h1 білий король | b4 чорний пішак · c4 чорний слон · c3 чорний король · d3 чорний пішак · c2 білий пішак · d2 білий кінь · e2 чорний ферзь · f2 чорна тура · g2 чорна тура · h2 білий пішак · h1 білий король | b4 чорний пішак · c4 чорний слон · c3 чорний король · d3 чорний пішак · c2 білий пішак · d2 білий кінь · e2 чорний ферзь · f2 чорна тура · g2 чорна тура · h2 білий пішак · h1 білий король | b4 чорний пішак · c4 чорний слон · c3 чорний король · d3 чорний пішак · c2 білий пішак · d2 білий кінь · e2 чорний ферзь · f2 чорна тура · g2 чорна тура · h2 білий пішак · h1 білий король | b4 чорний пішак · c4 чорний слон · c3 чорний король · d3 чорний пішак · c2 білий пішак · d2 білий кінь · e2 чорний ферзь · f2 чорна тура · g2 чорна тура · h2 білий пішак · h1 білий король | b4 чорний пішак · c4 чорний слон · c3 чорний король · d3 чорний пішак · c2 білий пішак · d2 білий кінь · e2 чорний ферзь · f2 чорна тура · g2 чорна тура · h2 білий пішак · h1 білий король | b4 чорний пішак · c4 чорний слон · c3 чорний король · d3 чорний пішак · c2 білий пішак · d2 білий кінь · e2 чорний ферзь · f2 чорна тура · g2 чорна тура · h2 білий пішак · h1 білий король | 4 |
| 3 | b4 чорний пішак · c4 чорний слон · c3 чорний король · d3 чорний пішак · c2 білий пішак · d2 білий кінь · e2 чорний ферзь · f2 чорна тура · g2 чорна тура · h2 білий пішак · h1 білий король | b4 чорний пішак · c4 чорний слон · c3 чорний король · d3 чорний пішак · c2 білий пішак · d2 білий кінь · e2 чорний ферзь · f2 чорна тура · g2 чорна тура · h2 білий пішак · h1 білий король | b4 чорний пішак · c4 чорний слон · c3 чорний король · d3 чорний пішак · c2 білий пішак · d2 білий кінь · e2 чорний ферзь · f2 чорна тура · g2 чорна тура · h2 білий пішак · h1 білий король | b4 чорний пішак · c4 чорний слон · c3 чорний король · d3 чорний пішак · c2 білий пішак · d2 білий кінь · e2 чорний ферзь · f2 чорна тура · g2 чорна тура · h2 білий пішак · h1 білий король | b4 чорний пішак · c4 чорний слон · c3 чорний король · d3 чорний пішак · c2 білий пішак · d2 білий кінь · e2 чорний ферзь · f2 чорна тура · g2 чорна тура · h2 білий пішак · h1 білий король | b4 чорний пішак · c4 чорний слон · c3 чорний король · d3 чорний пішак · c2 білий пішак · d2 білий кінь · e2 чорний ферзь · f2 чорна тура · g2 чорна тура · h2 білий пішак · h1 білий король | b4 чорний пішак · c4 чорний слон · c3 чорний король · d3 чорний пішак · c2 білий пішак · d2 білий кінь · e2 чорний ферзь · f2 чорна тура · g2 чорна тура · h2 білий пішак · h1 білий король | b4 чорний пішак · c4 чорний слон · c3 чорний король · d3 чорний пішак · c2 білий пішак · d2 білий кінь · e2 чорний ферзь · f2 чорна тура · g2 чорна тура · h2 білий пішак · h1 білий король | 3 |
| 2 | b4 чорний пішак · c4 чорний слон · c3 чорний король · d3 чорний пішак · c2 білий пішак · d2 білий кінь · e2 чорний ферзь · f2 чорна тура · g2 чорна тура · h2 білий пішак · h1 білий король | b4 чорний пішак · c4 чорний слон · c3 чорний король · d3 чорний пішак · c2 білий пішак · d2 білий кінь · e2 чорний ферзь · f2 чорна тура · g2 чорна тура · h2 білий пішак · h1 білий король | b4 чорний пішак · c4 чорний слон · c3 чорний король · d3 чорний пішак · c2 білий пішак · d2 білий кінь · e2 чорний ферзь · f2 чорна тура · g2 чорна тура · h2 білий пішак · h1 білий король | b4 чорний пішак · c4 чорний слон · c3 чорний король · d3 чорний пішак · c2 білий пішак · d2 білий кінь · e2 чорний ферзь · f2 чорна тура · g2 чорна тура · h2 білий пішак · h1 білий король | b4 чорний пішак · c4 чорний слон · c3 чорний король · d3 чорний пішак · c2 білий пішак · d2 білий кінь · e2 чорний ферзь · f2 чорна тура · g2 чорна тура · h2 білий пішак · h1 білий король | b4 чорний пішак · c4 чорний слон · c3 чорний король · d3 чорний пішак · c2 білий пішак · d2 білий кінь · e2 чорний ферзь · f2 чорна тура · g2 чорна тура · h2 білий пішак · h1 білий король | b4 чорний пішак · c4 чорний слон · c3 чорний король · d3 чорний пішак · c2 білий пішак · d2 білий кінь · e2 чорний ферзь · f2 чорна тура · g2 чорна тура · h2 білий пішак · h1 білий король | b4 чорний пішак · c4 чорний слон · c3 чорний король · d3 чорний пішак · c2 білий пішак · d2 білий кінь · e2 чорний ферзь · f2 чорна тура · g2 чорна тура · h2 білий пішак · h1 білий король | 2 |
| 1 | b4 чорний пішак · c4 чорний слон · c3 чорний король · d3 чорний пішак · c2 білий пішак · d2 білий кінь · e2 чорний ферзь · f2 чорна тура · g2 чорна тура · h2 білий пішак · h1 білий король | b4 чорний пішак · c4 чорний слон · c3 чорний король · d3 чорний пішак · c2 білий пішак · d2 білий кінь · e2 чорний ферзь · f2 чорна тура · g2 чорна тура · h2 білий пішак · h1 білий король | b4 чорний пішак · c4 чорний слон · c3 чорний король · d3 чорний пішак · c2 білий пішак · d2 білий кінь · e2 чорний ферзь · f2 чорна тура · g2 чорна тура · h2 білий пішак · h1 білий король | b4 чорний пішак · c4 чорний слон · c3 чорний король · d3 чорний пішак · c2 білий пішак · d2 білий кінь · e2 чорний ферзь · f2 чорна тура · g2 чорна тура · h2 білий пішак · h1 білий король | b4 чорний пішак · c4 чорний слон · c3 чорний король · d3 чорний пішак · c2 білий пішак · d2 білий кінь · e2 чорний ферзь · f2 чорна тура · g2 чорна тура · h2 білий пішак · h1 білий король | b4 чорний пішак · c4 чорний слон · c3 чорний король · d3 чорний пішак · c2 білий пішак · d2 білий кінь · e2 чорний ферзь · f2 чорна тура · g2 чорна тура · h2 білий пішак · h1 білий король | b4 чорний пішак · c4 чорний слон · c3 чорний король · d3 чорний пішак · c2 білий пішак · d2 білий кінь · e2 чорний ферзь · f2 чорна тура · g2 чорна тура · h2 білий пішак · h1 білий король | b4 чорний пішак · c4 чорний слон · c3 чорний король · d3 чорний пішак · c2 білий пішак · d2 білий кінь · e2 чорний ферзь · f2 чорна тура · g2 чорна тура · h2 білий пішак · h1 білий король | 1 |
|   | a | b | c | d | e | f | g | h |   |

FEN: 8/8/8/8/1pb5/2kp4/2PNqrrP/7K
1. Qxd2 h4 2. Qxc2 h5 3. Qb3 h6
4. Rc2   h7 5. Rgd2 h8Q#

В процесі гри забираються дві білі фігури, які не беруть участі в оголошенні мату чорному королю, а якщо б їх взагалі не було мат було би оголошено у кілька способів. З огляду цього виражено броницьку тему, бо пасивно жертвуються так звані «зайві фігури». Оскільки ці білі фігури в початковій позиції контролюють двічі поле біля чорного короля, а після взяття цих фігур звільнене поле блокують — виражено буковинсько-прикарпатську тему.
Додатково в цій задачі виражено тему прокладки шляху в подвоєній формі і ефект «пішов-прийшов».
|   | a | b | c | d | e | f | g | h |   |
| 8 | a8 чорна тура · c8 білий слон · e8 чорний король · c4 чорний кінь · a2 білий пішак · e2 білий король · b1 чорний ферзь · c1 чорна тура | a8 чорна тура · c8 білий слон · e8 чорний король · c4 чорний кінь · a2 білий пішак · e2 білий король · b1 чорний ферзь · c1 чорна тура | a8 чорна тура · c8 білий слон · e8 чорний король · c4 чорний кінь · a2 білий пішак · e2 білий король · b1 чорний ферзь · c1 чорна тура | a8 чорна тура · c8 білий слон · e8 чорний король · c4 чорний кінь · a2 білий пішак · e2 білий король · b1 чорний ферзь · c1 чорна тура | a8 чорна тура · c8 білий слон · e8 чорний король · c4 чорний кінь · a2 білий пішак · e2 білий король · b1 чорний ферзь · c1 чорна тура | a8 чорна тура · c8 білий слон · e8 чорний король · c4 чорний кінь · a2 білий пішак · e2 білий король · b1 чорний ферзь · c1 чорна тура | a8 чорна тура · c8 білий слон · e8 чорний король · c4 чорний кінь · a2 білий пішак · e2 білий король · b1 чорний ферзь · c1 чорна тура | a8 чорна тура · c8 білий слон · e8 чорний король · c4 чорний кінь · a2 білий пішак · e2 білий король · b1 чорний ферзь · c1 чорна тура | 8 |
| 7 | a8 чорна тура · c8 білий слон · e8 чорний король · c4 чорний кінь · a2 білий пішак · e2 білий король · b1 чорний ферзь · c1 чорна тура | a8 чорна тура · c8 білий слон · e8 чорний король · c4 чорний кінь · a2 білий пішак · e2 білий король · b1 чорний ферзь · c1 чорна тура | a8 чорна тура · c8 білий слон · e8 чорний король · c4 чорний кінь · a2 білий пішак · e2 білий король · b1 чорний ферзь · c1 чорна тура | a8 чорна тура · c8 білий слон · e8 чорний король · c4 чорний кінь · a2 білий пішак · e2 білий король · b1 чорний ферзь · c1 чорна тура | a8 чорна тура · c8 білий слон · e8 чорний король · c4 чорний кінь · a2 білий пішак · e2 білий король · b1 чорний ферзь · c1 чорна тура | a8 чорна тура · c8 білий слон · e8 чорний король · c4 чорний кінь · a2 білий пішак · e2 білий король · b1 чорний ферзь · c1 чорна тура | a8 чорна тура · c8 білий слон · e8 чорний король · c4 чорний кінь · a2 білий пішак · e2 білий король · b1 чорний ферзь · c1 чорна тура | a8 чорна тура · c8 білий слон · e8 чорний король · c4 чорний кінь · a2 білий пішак · e2 білий король · b1 чорний ферзь · c1 чорна тура | 7 |
| 6 | a8 чорна тура · c8 білий слон · e8 чорний король · c4 чорний кінь · a2 білий пішак · e2 білий король · b1 чорний ферзь · c1 чорна тура | a8 чорна тура · c8 білий слон · e8 чорний король · c4 чорний кінь · a2 білий пішак · e2 білий король · b1 чорний ферзь · c1 чорна тура | a8 чорна тура · c8 білий слон · e8 чорний король · c4 чорний кінь · a2 білий пішак · e2 білий король · b1 чорний ферзь · c1 чорна тура | a8 чорна тура · c8 білий слон · e8 чорний король · c4 чорний кінь · a2 білий пішак · e2 білий король · b1 чорний ферзь · c1 чорна тура | a8 чорна тура · c8 білий слон · e8 чорний король · c4 чорний кінь · a2 білий пішак · e2 білий король · b1 чорний ферзь · c1 чорна тура | a8 чорна тура · c8 білий слон · e8 чорний король · c4 чорний кінь · a2 білий пішак · e2 білий король · b1 чорний ферзь · c1 чорна тура | a8 чорна тура · c8 білий слон · e8 чорний король · c4 чорний кінь · a2 білий пішак · e2 білий король · b1 чорний ферзь · c1 чорна тура | a8 чорна тура · c8 білий слон · e8 чорний король · c4 чорний кінь · a2 білий пішак · e2 білий король · b1 чорний ферзь · c1 чорна тура | 6 |
| 5 | a8 чорна тура · c8 білий слон · e8 чорний король · c4 чорний кінь · a2 білий пішак · e2 білий король · b1 чорний ферзь · c1 чорна тура | a8 чорна тура · c8 білий слон · e8 чорний король · c4 чорний кінь · a2 білий пішак · e2 білий король · b1 чорний ферзь · c1 чорна тура | a8 чорна тура · c8 білий слон · e8 чорний король · c4 чорний кінь · a2 білий пішак · e2 білий король · b1 чорний ферзь · c1 чорна тура | a8 чорна тура · c8 білий слон · e8 чорний король · c4 чорний кінь · a2 білий пішак · e2 білий король · b1 чорний ферзь · c1 чорна тура | a8 чорна тура · c8 білий слон · e8 чорний король · c4 чорний кінь · a2 білий пішак · e2 білий король · b1 чорний ферзь · c1 чорна тура | a8 чорна тура · c8 білий слон · e8 чорний король · c4 чорний кінь · a2 білий пішак · e2 білий король · b1 чорний ферзь · c1 чорна тура | a8 чорна тура · c8 білий слон · e8 чорний король · c4 чорний кінь · a2 білий пішак · e2 білий король · b1 чорний ферзь · c1 чорна тура | a8 чорна тура · c8 білий слон · e8 чорний король · c4 чорний кінь · a2 білий пішак · e2 білий король · b1 чорний ферзь · c1 чорна тура | 5 |
| 4 | a8 чорна тура · c8 білий слон · e8 чорний король · c4 чорний кінь · a2 білий пішак · e2 білий король · b1 чорний ферзь · c1 чорна тура | a8 чорна тура · c8 білий слон · e8 чорний король · c4 чорний кінь · a2 білий пішак · e2 білий король · b1 чорний ферзь · c1 чорна тура | a8 чорна тура · c8 білий слон · e8 чорний король · c4 чорний кінь · a2 білий пішак · e2 білий король · b1 чорний ферзь · c1 чорна тура | a8 чорна тура · c8 білий слон · e8 чорний король · c4 чорний кінь · a2 білий пішак · e2 білий король · b1 чорний ферзь · c1 чорна тура | a8 чорна тура · c8 білий слон · e8 чорний король · c4 чорний кінь · a2 білий пішак · e2 білий король · b1 чорний ферзь · c1 чорна тура | a8 чорна тура · c8 білий слон · e8 чорний король · c4 чорний кінь · a2 білий пішак · e2 білий король · b1 чорний ферзь · c1 чорна тура | a8 чорна тура · c8 білий слон · e8 чорний король · c4 чорний кінь · a2 білий пішак · e2 білий король · b1 чорний ферзь · c1 чорна тура | a8 чорна тура · c8 білий слон · e8 чорний король · c4 чорний кінь · a2 білий пішак · e2 білий король · b1 чорний ферзь · c1 чорна тура | 4 |
| 3 | a8 чорна тура · c8 білий слон · e8 чорний король · c4 чорний кінь · a2 білий пішак · e2 білий король · b1 чорний ферзь · c1 чорна тура | a8 чорна тура · c8 білий слон · e8 чорний король · c4 чорний кінь · a2 білий пішак · e2 білий король · b1 чорний ферзь · c1 чорна тура | a8 чорна тура · c8 білий слон · e8 чорний король · c4 чорний кінь · a2 білий пішак · e2 білий король · b1 чорний ферзь · c1 чорна тура | a8 чорна тура · c8 білий слон · e8 чорний король · c4 чорний кінь · a2 білий пішак · e2 білий король · b1 чорний ферзь · c1 чорна тура | a8 чорна тура · c8 білий слон · e8 чорний король · c4 чорний кінь · a2 білий пішак · e2 білий король · b1 чорний ферзь · c1 чорна тура | a8 чорна тура · c8 білий слон · e8 чорний король · c4 чорний кінь · a2 білий пішак · e2 білий король · b1 чорний ферзь · c1 чорна тура | a8 чорна тура · c8 білий слон · e8 чорний король · c4 чорний кінь · a2 білий пішак · e2 білий король · b1 чорний ферзь · c1 чорна тура | a8 чорна тура · c8 білий слон · e8 чорний король · c4 чорний кінь · a2 білий пішак · e2 білий король · b1 чорний ферзь · c1 чорна тура | 3 |
| 2 | a8 чорна тура · c8 білий слон · e8 чорний король · c4 чорний кінь · a2 білий пішак · e2 білий король · b1 чорний ферзь · c1 чорна тура | a8 чорна тура · c8 білий слон · e8 чорний король · c4 чорний кінь · a2 білий пішак · e2 білий король · b1 чорний ферзь · c1 чорна тура | a8 чорна тура · c8 білий слон · e8 чорний король · c4 чорний кінь · a2 білий пішак · e2 білий король · b1 чорний ферзь · c1 чорна тура | a8 чорна тура · c8 білий слон · e8 чорний король · c4 чорний кінь · a2 білий пішак · e2 білий король · b1 чорний ферзь · c1 чорна тура | a8 чорна тура · c8 білий слон · e8 чорний король · c4 чорний кінь · a2 білий пішак · e2 білий король · b1 чорний ферзь · c1 чорна тура | a8 чорна тура · c8 білий слон · e8 чорний король · c4 чорний кінь · a2 білий пішак · e2 білий король · b1 чорний ферзь · c1 чорна тура | a8 чорна тура · c8 білий слон · e8 чорний король · c4 чорний кінь · a2 білий пішак · e2 білий король · b1 чорний ферзь · c1 чорна тура | a8 чорна тура · c8 білий слон · e8 чорний король · c4 чорний кінь · a2 білий пішак · e2 білий король · b1 чорний ферзь · c1 чорна тура | 2 |
| 1 | a8 чорна тура · c8 білий слон · e8 чорний король · c4 чорний кінь · a2 білий пішак · e2 білий король · b1 чорний ферзь · c1 чорна тура | a8 чорна тура · c8 білий слон · e8 чорний король · c4 чорний кінь · a2 білий пішак · e2 білий король · b1 чорний ферзь · c1 чорна тура | a8 чорна тура · c8 білий слон · e8 чорний король · c4 чорний кінь · a2 білий пішак · e2 білий король · b1 чорний ферзь · c1 чорна тура | a8 чорна тура · c8 білий слон · e8 чорний король · c4 чорний кінь · a2 білий пішак · e2 білий король · b1 чорний ферзь · c1 чорна тура | a8 чорна тура · c8 білий слон · e8 чорний король · c4 чорний кінь · a2 білий пішак · e2 білий король · b1 чорний ферзь · c1 чорна тура | a8 чорна тура · c8 білий слон · e8 чорний король · c4 чорний кінь · a2 білий пішак · e2 білий король · b1 чорний ферзь · c1 чорна тура | a8 чорна тура · c8 білий слон · e8 чорний король · c4 чорний кінь · a2 білий пішак · e2 білий король · b1 чорний ферзь · c1 чорна тура | a8 чорна тура · c8 білий слон · e8 чорний король · c4 чорний кінь · a2 білий пішак · e2 білий король · b1 чорний ферзь · c1 чорна тура | 1 |
|   | a | b | c | d | e | f | g | h |   |

FEN: r1B1k3/8/8/8/2n5/8/P3K3/1qr5

1. Sb2   a4 2. R1:c8 a5 3. Rc7 a6

4. 0-0-0  a7  5. Rd7 a8Q#
Для рішення задачі потрібно провести рокіровку чорного короля, тому білий слон явно є «зайвий». Чорні забирають його на другому ході, перед тим включивши свою туру. Пройшла пасивна жертва «зайвого» білого слона — броницька тема.
Оскільки білий слон контролював біля чорного короля поле «d7», то після взяття цього слона чорні змушені поле «d7» блокувати. В результаті додатково виражено буковинську тему. На першому ході проходить включення-виключення.

## Таскова форма
В наступній задачі виражена таскова, на той час, форма броницької теми. 
|   | a | b | c | d | e | f | g | h |   |
| 8 | h8 чорний кінь · a7 чорний пішак · c5 чорний пішак · d5 чорний слон · c4 білий пішак · a3 чорний пішак · b3 білий пішак · a2 білий слон · g2 білий пішак · a1 чорний король · h1 білий король | h8 чорний кінь · a7 чорний пішак · c5 чорний пішак · d5 чорний слон · c4 білий пішак · a3 чорний пішак · b3 білий пішак · a2 білий слон · g2 білий пішак · a1 чорний король · h1 білий король | h8 чорний кінь · a7 чорний пішак · c5 чорний пішак · d5 чорний слон · c4 білий пішак · a3 чорний пішак · b3 білий пішак · a2 білий слон · g2 білий пішак · a1 чорний король · h1 білий король | h8 чорний кінь · a7 чорний пішак · c5 чорний пішак · d5 чорний слон · c4 білий пішак · a3 чорний пішак · b3 білий пішак · a2 білий слон · g2 білий пішак · a1 чорний король · h1 білий король | h8 чорний кінь · a7 чорний пішак · c5 чорний пішак · d5 чорний слон · c4 білий пішак · a3 чорний пішак · b3 білий пішак · a2 білий слон · g2 білий пішак · a1 чорний король · h1 білий король | h8 чорний кінь · a7 чорний пішак · c5 чорний пішак · d5 чорний слон · c4 білий пішак · a3 чорний пішак · b3 білий пішак · a2 білий слон · g2 білий пішак · a1 чорний король · h1 білий король | h8 чорний кінь · a7 чорний пішак · c5 чорний пішак · d5 чорний слон · c4 білий пішак · a3 чорний пішак · b3 білий пішак · a2 білий слон · g2 білий пішак · a1 чорний король · h1 білий король | h8 чорний кінь · a7 чорний пішак · c5 чорний пішак · d5 чорний слон · c4 білий пішак · a3 чорний пішак · b3 білий пішак · a2 білий слон · g2 білий пішак · a1 чорний король · h1 білий король | 8 |
| 7 | h8 чорний кінь · a7 чорний пішак · c5 чорний пішак · d5 чорний слон · c4 білий пішак · a3 чорний пішак · b3 білий пішак · a2 білий слон · g2 білий пішак · a1 чорний король · h1 білий король | h8 чорний кінь · a7 чорний пішак · c5 чорний пішак · d5 чорний слон · c4 білий пішак · a3 чорний пішак · b3 білий пішак · a2 білий слон · g2 білий пішак · a1 чорний король · h1 білий король | h8 чорний кінь · a7 чорний пішак · c5 чорний пішак · d5 чорний слон · c4 білий пішак · a3 чорний пішак · b3 білий пішак · a2 білий слон · g2 білий пішак · a1 чорний король · h1 білий король | h8 чорний кінь · a7 чорний пішак · c5 чорний пішак · d5 чорний слон · c4 білий пішак · a3 чорний пішак · b3 білий пішак · a2 білий слон · g2 білий пішак · a1 чорний король · h1 білий король | h8 чорний кінь · a7 чорний пішак · c5 чорний пішак · d5 чорний слон · c4 білий пішак · a3 чорний пішак · b3 білий пішак · a2 білий слон · g2 білий пішак · a1 чорний король · h1 білий король | h8 чорний кінь · a7 чорний пішак · c5 чорний пішак · d5 чорний слон · c4 білий пішак · a3 чорний пішак · b3 білий пішак · a2 білий слон · g2 білий пішак · a1 чорний король · h1 білий король | h8 чорний кінь · a7 чорний пішак · c5 чорний пішак · d5 чорний слон · c4 білий пішак · a3 чорний пішак · b3 білий пішак · a2 білий слон · g2 білий пішак · a1 чорний король · h1 білий король | h8 чорний кінь · a7 чорний пішак · c5 чорний пішак · d5 чорний слон · c4 білий пішак · a3 чорний пішак · b3 білий пішак · a2 білий слон · g2 білий пішак · a1 чорний король · h1 білий король | 7 |
| 6 | h8 чорний кінь · a7 чорний пішак · c5 чорний пішак · d5 чорний слон · c4 білий пішак · a3 чорний пішак · b3 білий пішак · a2 білий слон · g2 білий пішак · a1 чорний король · h1 білий король | h8 чорний кінь · a7 чорний пішак · c5 чорний пішак · d5 чорний слон · c4 білий пішак · a3 чорний пішак · b3 білий пішак · a2 білий слон · g2 білий пішак · a1 чорний король · h1 білий король | h8 чорний кінь · a7 чорний пішак · c5 чорний пішак · d5 чорний слон · c4 білий пішак · a3 чорний пішак · b3 білий пішак · a2 білий слон · g2 білий пішак · a1 чорний король · h1 білий король | h8 чорний кінь · a7 чорний пішак · c5 чорний пішак · d5 чорний слон · c4 білий пішак · a3 чорний пішак · b3 білий пішак · a2 білий слон · g2 білий пішак · a1 чорний король · h1 білий король | h8 чорний кінь · a7 чорний пішак · c5 чорний пішак · d5 чорний слон · c4 білий пішак · a3 чорний пішак · b3 білий пішак · a2 білий слон · g2 білий пішак · a1 чорний король · h1 білий король | h8 чорний кінь · a7 чорний пішак · c5 чорний пішак · d5 чорний слон · c4 білий пішак · a3 чорний пішак · b3 білий пішак · a2 білий слон · g2 білий пішак · a1 чорний король · h1 білий король | h8 чорний кінь · a7 чорний пішак · c5 чорний пішак · d5 чорний слон · c4 білий пішак · a3 чорний пішак · b3 білий пішак · a2 білий слон · g2 білий пішак · a1 чорний король · h1 білий король | h8 чорний кінь · a7 чорний пішак · c5 чорний пішак · d5 чорний слон · c4 білий пішак · a3 чорний пішак · b3 білий пішак · a2 білий слон · g2 білий пішак · a1 чорний король · h1 білий король | 6 |
| 5 | h8 чорний кінь · a7 чорний пішак · c5 чорний пішак · d5 чорний слон · c4 білий пішак · a3 чорний пішак · b3 білий пішак · a2 білий слон · g2 білий пішак · a1 чорний король · h1 білий король | h8 чорний кінь · a7 чорний пішак · c5 чорний пішак · d5 чорний слон · c4 білий пішак · a3 чорний пішак · b3 білий пішак · a2 білий слон · g2 білий пішак · a1 чорний король · h1 білий король | h8 чорний кінь · a7 чорний пішак · c5 чорний пішак · d5 чорний слон · c4 білий пішак · a3 чорний пішак · b3 білий пішак · a2 білий слон · g2 білий пішак · a1 чорний король · h1 білий король | h8 чорний кінь · a7 чорний пішак · c5 чорний пішак · d5 чорний слон · c4 білий пішак · a3 чорний пішак · b3 білий пішак · a2 білий слон · g2 білий пішак · a1 чорний король · h1 білий король | h8 чорний кінь · a7 чорний пішак · c5 чорний пішак · d5 чорний слон · c4 білий пішак · a3 чорний пішак · b3 білий пішак · a2 білий слон · g2 білий пішак · a1 чорний король · h1 білий король | h8 чорний кінь · a7 чорний пішак · c5 чорний пішак · d5 чорний слон · c4 білий пішак · a3 чорний пішак · b3 білий пішак · a2 білий слон · g2 білий пішак · a1 чорний король · h1 білий король | h8 чорний кінь · a7 чорний пішак · c5 чорний пішак · d5 чорний слон · c4 білий пішак · a3 чорний пішак · b3 білий пішак · a2 білий слон · g2 білий пішак · a1 чорний король · h1 білий король | h8 чорний кінь · a7 чорний пішак · c5 чорний пішак · d5 чорний слон · c4 білий пішак · a3 чорний пішак · b3 білий пішак · a2 білий слон · g2 білий пішак · a1 чорний король · h1 білий король | 5 |
| 4 | h8 чорний кінь · a7 чорний пішак · c5 чорний пішак · d5 чорний слон · c4 білий пішак · a3 чорний пішак · b3 білий пішак · a2 білий слон · g2 білий пішак · a1 чорний король · h1 білий король | h8 чорний кінь · a7 чорний пішак · c5 чорний пішак · d5 чорний слон · c4 білий пішак · a3 чорний пішак · b3 білий пішак · a2 білий слон · g2 білий пішак · a1 чорний король · h1 білий король | h8 чорний кінь · a7 чорний пішак · c5 чорний пішак · d5 чорний слон · c4 білий пішак · a3 чорний пішак · b3 білий пішак · a2 білий слон · g2 білий пішак · a1 чорний король · h1 білий король | h8 чорний кінь · a7 чорний пішак · c5 чорний пішак · d5 чорний слон · c4 білий пішак · a3 чорний пішак · b3 білий пішак · a2 білий слон · g2 білий пішак · a1 чорний король · h1 білий король | h8 чорний кінь · a7 чорний пішак · c5 чорний пішак · d5 чорний слон · c4 білий пішак · a3 чорний пішак · b3 білий пішак · a2 білий слон · g2 білий пішак · a1 чорний король · h1 білий король | h8 чорний кінь · a7 чорний пішак · c5 чорний пішак · d5 чорний слон · c4 білий пішак · a3 чорний пішак · b3 білий пішак · a2 білий слон · g2 білий пішак · a1 чорний король · h1 білий король | h8 чорний кінь · a7 чорний пішак · c5 чорний пішак · d5 чорний слон · c4 білий пішак · a3 чорний пішак · b3 білий пішак · a2 білий слон · g2 білий пішак · a1 чорний король · h1 білий король | h8 чорний кінь · a7 чорний пішак · c5 чорний пішак · d5 чорний слон · c4 білий пішак · a3 чорний пішак · b3 білий пішак · a2 білий слон · g2 білий пішак · a1 чорний король · h1 білий король | 4 |
| 3 | h8 чорний кінь · a7 чорний пішак · c5 чорний пішак · d5 чорний слон · c4 білий пішак · a3 чорний пішак · b3 білий пішак · a2 білий слон · g2 білий пішак · a1 чорний король · h1 білий король | h8 чорний кінь · a7 чорний пішак · c5 чорний пішак · d5 чорний слон · c4 білий пішак · a3 чорний пішак · b3 білий пішак · a2 білий слон · g2 білий пішак · a1 чорний король · h1 білий король | h8 чорний кінь · a7 чорний пішак · c5 чорний пішак · d5 чорний слон · c4 білий пішак · a3 чорний пішак · b3 білий пішак · a2 білий слон · g2 білий пішак · a1 чорний король · h1 білий король | h8 чорний кінь · a7 чорний пішак · c5 чорний пішак · d5 чорний слон · c4 білий пішак · a3 чорний пішак · b3 білий пішак · a2 білий слон · g2 білий пішак · a1 чорний король · h1 білий король | h8 чорний кінь · a7 чорний пішак · c5 чорний пішак · d5 чорний слон · c4 білий пішак · a3 чорний пішак · b3 білий пішак · a2 білий слон · g2 білий пішак · a1 чорний король · h1 білий король | h8 чорний кінь · a7 чорний пішак · c5 чорний пішак · d5 чорний слон · c4 білий пішак · a3 чорний пішак · b3 білий пішак · a2 білий слон · g2 білий пішак · a1 чорний король · h1 білий король | h8 чорний кінь · a7 чорний пішак · c5 чорний пішак · d5 чорний слон · c4 білий пішак · a3 чорний пішак · b3 білий пішак · a2 білий слон · g2 білий пішак · a1 чорний король · h1 білий король | h8 чорний кінь · a7 чорний пішак · c5 чорний пішак · d5 чорний слон · c4 білий пішак · a3 чорний пішак · b3 білий пішак · a2 білий слон · g2 білий пішак · a1 чорний король · h1 білий король | 3 |
| 2 | h8 чорний кінь · a7 чорний пішак · c5 чорний пішак · d5 чорний слон · c4 білий пішак · a3 чорний пішак · b3 білий пішак · a2 білий слон · g2 білий пішак · a1 чорний король · h1 білий король | h8 чорний кінь · a7 чорний пішак · c5 чорний пішак · d5 чорний слон · c4 білий пішак · a3 чорний пішак · b3 білий пішак · a2 білий слон · g2 білий пішак · a1 чорний король · h1 білий король | h8 чорний кінь · a7 чорний пішак · c5 чорний пішак · d5 чорний слон · c4 білий пішак · a3 чорний пішак · b3 білий пішак · a2 білий слон · g2 білий пішак · a1 чорний король · h1 білий король | h8 чорний кінь · a7 чорний пішак · c5 чорний пішак · d5 чорний слон · c4 білий пішак · a3 чорний пішак · b3 білий пішак · a2 білий слон · g2 білий пішак · a1 чорний король · h1 білий король | h8 чорний кінь · a7 чорний пішак · c5 чорний пішак · d5 чорний слон · c4 білий пішак · a3 чорний пішак · b3 білий пішак · a2 білий слон · g2 білий пішак · a1 чорний король · h1 білий король | h8 чорний кінь · a7 чорний пішак · c5 чорний пішак · d5 чорний слон · c4 білий пішак · a3 чорний пішак · b3 білий пішак · a2 білий слон · g2 білий пішак · a1 чорний король · h1 білий король | h8 чорний кінь · a7 чорний пішак · c5 чорний пішак · d5 чорний слон · c4 білий пішак · a3 чорний пішак · b3 білий пішак · a2 білий слон · g2 білий пішак · a1 чорний король · h1 білий король | h8 чорний кінь · a7 чорний пішак · c5 чорний пішак · d5 чорний слон · c4 білий пішак · a3 чорний пішак · b3 білий пішак · a2 білий слон · g2 білий пішак · a1 чорний король · h1 білий король | 2 |
| 1 | h8 чорний кінь · a7 чорний пішак · c5 чорний пішак · d5 чорний слон · c4 білий пішак · a3 чорний пішак · b3 білий пішак · a2 білий слон · g2 білий пішак · a1 чорний король · h1 білий король | h8 чорний кінь · a7 чорний пішак · c5 чорний пішак · d5 чорний слон · c4 білий пішак · a3 чорний пішак · b3 білий пішак · a2 білий слон · g2 білий пішак · a1 чорний король · h1 білий король | h8 чорний кінь · a7 чорний пішак · c5 чорний пішак · d5 чорний слон · c4 білий пішак · a3 чорний пішак · b3 білий пішак · a2 білий слон · g2 білий пішак · a1 чорний король · h1 білий король | h8 чорний кінь · a7 чорний пішак · c5 чорний пішак · d5 чорний слон · c4 білий пішак · a3 чорний пішак · b3 білий пішак · a2 білий слон · g2 білий пішак · a1 чорний король · h1 білий король | h8 чорний кінь · a7 чорний пішак · c5 чорний пішак · d5 чорний слон · c4 білий пішак · a3 чорний пішак · b3 білий пішак · a2 білий слон · g2 білий пішак · a1 чорний король · h1 білий король | h8 чорний кінь · a7 чорний пішак · c5 чорний пішак · d5 чорний слон · c4 білий пішак · a3 чорний пішак · b3 білий пішак · a2 білий слон · g2 білий пішак · a1 чорний король · h1 білий король | h8 чорний кінь · a7 чорний пішак · c5 чорний пішак · d5 чорний слон · c4 білий пішак · a3 чорний пішак · b3 білий пішак · a2 білий слон · g2 білий пішак · a1 чорний король · h1 білий король | h8 чорний кінь · a7 чорний пішак · c5 чорний пішак · d5 чорний слон · c4 білий пішак · a3 чорний пішак · b3 білий пішак · a2 білий слон · g2 білий пішак · a1 чорний король · h1 білий король | 1 |
|   | a | b | c | d | e | f | g | h |   |

FEN: 7n/p7/8/2pb4/2P5/pP6/B5P1/k6K
1. Bxc4 g4 2. Bxb3 g5 3. Bxa2 g6
4. Bb1  g7 5. a2 gh8Q#

В задачі забираються три білих фігури, які не беруть участі в оголошенні мату чорному королю, лише ці три пасивні жертви «зайвих білих фігур» ведуть до мети — виражено броницьку тему.
Оскільки білий слон контролював поле «b1», після взяття білого слона чорні змушені це поле «b1» заблокувати, в результаті чого ще виражено і буковинську тему.